# Licinia (echtgenote van Claudius Asellus)
Licinia (- ca. 153 v.Chr.) was een voorname Romeinse vrouw uit de eerste helft van de 2e eeuw v.Chr., behorend tot de plebejische gens Licinia. Ze was de echtgenote van een zekere Claudius Asellus, een oud-consul.
In 154 of 153 v.Chr. werden Licinia en een zekere Publicia, echtgenote van de consul in 154 v.Chr., Lucius Postumius Albinus, aangeklaagd, omdat ze werden gedacht hun echtgenoten door middel van gif om het leven te hebben gebracht. Hoewel ze na een hoorzitting de praetor urbanus vastgoed als borgsom hadden aangeboden, werden ze door een familiegerecht schuldig bevonden en door hun verwanten gewurgd.